# Whiteout (thời tiết)

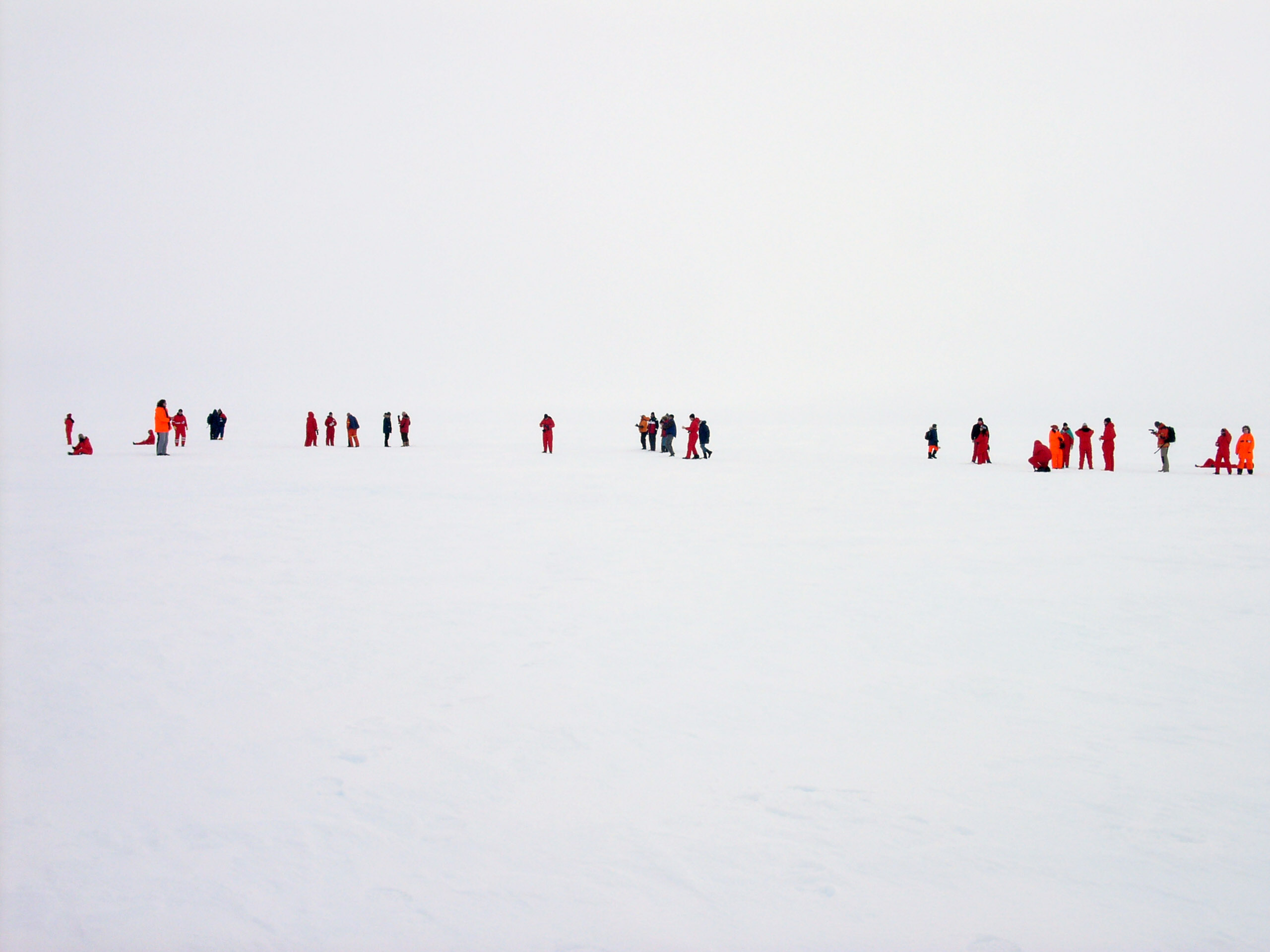
Whiteout trên Thềm băng Ekström, Antarktika

Whiteout là hiện tượng thời tiết thường xảy ra ở vùng cực hoặc những nơi tuyết rơi với mật độ dày. Đây thường là một trong những kinh nghiệm thú vị nhưng cũng chứa đầy sự chết chóc đối với những nhà thám hiểm vùng cực. Một nhà thám hiểm lâu năm đã từng nói "nó giống như người ta đi quanh trong một quả bóng bàn vậy".
Một ví dụ điển hình của hiện tượng Whiteout xảy ra khi một đám mây lớn kéo qua bầu trời, nhưng ánh nắng vẫn đủ sức xuyên qua, rồi bị phản xạ bởi lớp tuyết ở dưới mặt đất. Ánh sáng phản xạ này trải lên bề mặt dưới của đám mây rồi lại phản xạ xuống, cứ thế ánh sáng bị khuếch tán đi khắp nơi làm cho khung cảnh trở nên "cực trắng". Đến đây có thể hiểu tại sao mọi đường đứt gãy trên mặt đất bị lớp sáng trắng phủ lên làm cho biến mất và đường chân trời cũng không thể nhận ra được nữa, máy bay không thể hạ cánh trong điều kiện này. Bầu trời và mặt đất hợp lại tạo thành một quả cầu trắng xóa xung quanh người quan sát.
Khi mà đường chân trời không còn đó để làm cột mốc quan sát thì tài định hướng cũng như khả năng ước lượng khoảng cách của con người cũng biến mất. Không có bóng cây, chi tiết về sự vật trên mặt đất cũng biến mất. Mỗi bước đi của con người khi đó đều dẫn đến hiểm họa khôn lường vì hố và các chỗ đứt, gãy không thể quan sát được.
Tất cả các nhà du hành vùng cực đều tìm ra cho mình một cách duy nhất để có thể sống sót: đơn giản là ngồi xuống và chờ cho nó qua đi. Sớm hay muộn ánh sáng ban ngày cũng phải thay đổi và trở lại bình thường, các đường nét trên mặt đất lại dần dần hiện ra.